# Rue Marconi
La rue Marconi tient son nom du physicien italien Guglielmo Marconi.
En 1843, la rue Marconi portait le nom de Kattenweg ou straat (ce qui signifie en néerlandais chemin ou rue des chats, mais qui, dans ce cas, fait référence à un ancien quartier de la commune d'Uccle).
Vers 1860 on trouve la dénomination Groenen weg (chemin Vert), l’artère est rebaptisée rue Marconi le 25 février 1915.
Albert Ayguesparse, poète et écrivain, a vécu toute sa vie au n°118. Une plaque commémorative rappelle sa présence en ce lieu.
L'émission Archi Urbain s'est intéressée à l'histoire des logements sociaux du quartier.